# Salticinae
Salticinae este o subfamilie de păianjen din familia Salticidae. Subfamilia include doar un singur gen - Salticus, cu 48 de specii.

## Descriere
Speciile genului Salticus au opistosoma marcată cu dungi succesive de alb și negru. Dungile au o poziție transversală, de aceea uneori aceste specii se numesc și Păianjeni zebră. Masculii au o lungime de 5 mm, iar femelele 3,5 - 7 mm.  

## Modul de viață
Aceștia își prind prada executând sărituri, preferă locurile verticale.

## Răspândire
Acest gen are o răspândire palearctică, unele specii se întâlnesc în regiunea mediteraneană și Asia de Sud, altele în Lumea Nouă. Salticus perogaster este o specie endemică din Noua Guinee, Salticus annulatus se găsește în Africa de Sud, Salticus melanopus este singura specie descrisă în Asia de Sud Est Thailanda. 